# 珍妮·德灤
珍妮·德灤（1805年12月31日—1894年4月2日），出生於巴黎，一個工薪階層家庭，早年貧困，以刺繡為生，後來在《聖西蒙尼爾恩女性雜誌》上發表文章，爭取女權主義運動，1832年與安東尼（Antoine Ulysse Desroches）結婚，他是一位Saint-Simonite的信徒，但拒絕改變他的名字（surname）。1894年4月2日於英格蘭去世。